# Essunga församling
Essunga församling är en församling i Essunga pastorat i Skara-Barne kontrakt i Skara stift. Församlingen ligger i Essunga kommun i Västra Götalands län.

## Administrativ historik
Församlingen har medeltida ursprung.
Församlingen var till 1 maj 1922 annexförsamling i pastoratet Lekåsa, Essunga, Barne-Åsaka, Fåglum och Kyrkås (Sandbäck) för att därefter till 2002 vara moderförsamling i pastoratet Essunga, Lekåsa, Barne-Åsaka, Fåglum och Kyrkås. Församlingen införlivade 2002 Kyrkås församling och Fåglums församling och är sedan dess moderförsamling i pastoratet Essunga, Lekåsa-Barne Åsaka och Främmestad-Bäreberg. 2019 uppgick Lekåsa-Barne Åsaka församling i denna församling. 

## Kyrkor
- Essunga kyrka
- Fåglums kyrka
- Kyrkås kyrka
- Nossebro kyrka
- Lekåsa kyrka
- Barne-Åsaka kyrka